# M.Maniyambal, Kanakapura
M.Maniyambal là một làng thuộc tehsil Kanakapura, huyện Ramanagara, bang Karnataka, Ấn Độ.